# Morgunblaðið
Le Morgunblaðið, en français « Le Journal du Matin », est un journal de la presse écrite publié en Islande.

## Histoire

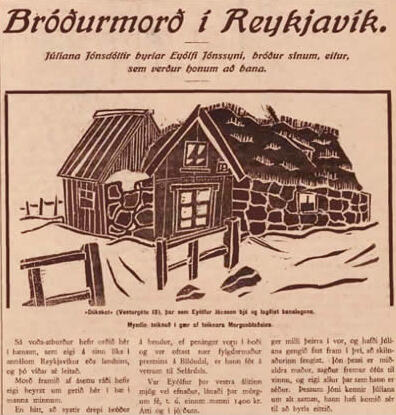
Détail de la une du Morgunblaðið du 17 novembre 1913 avec l'illustration sur le fait divers de Dúkskot, la première illustration de la presse écrite islandaise quinze jours après la fondation du journal.

Fondé par Vilhjálmur Finsen et Olaf Björnsson, le premier numéro paraît le 2 novembre 1913. Le journal est alors proche du Parti de l'indépendance, notamment durant la Guerre froide. Il est quotidien jusqu'en juin 1919, puis l'édition du lundi disparaît à partir du mois de juillet de cette même année. Il faut attendre janvier 2003 pour voir le journal redevenir strictement quotidien en paraissant également le lundi.
Lorsque l'ancien premier ministre islandais Davíð Oddsson prend la tête du journal en 2009 peu après les manifestations exigeant que soit jugée sa responsabilité dans la crise financière islandaise, Le Monde diplomatique publie un article très critique vis-à-vis de la situation. Ses auteurs dénoncent la possibilité donnée à Davíð Oddsson d'orchestrer la couverture de la crise en tant que rédacteur en chef du principal quotidien de la capitale islandaise, « un peu comme si (…) on avait nommé Richard Nixon à la tête du Washington Post pendant le Watergate ».

## Édition
Comprenant de 60 à 120 pages, il est vendu entre 50 000 et 55 000 exemplaires chaque jour, notamment dans le Sud-Ouest du pays et particulièrement à Reykjavik.